# Paragathotanais medius
Paragathotanais medius is een naaldkreeftjessoort uit de familie van de Agathotanaidae. De wetenschappelijke naam van de soort is voor het eerst geldig gepubliceerd in 2002 door Larsen.